# Ana Sofía Henao
Ana Sofía Henao (Medellín, 19 de junio de 1982) es una modelo, escritora e ilustradora colombiana destacada en el mundo del modelaje y que ha incursionado recientemente en el campo de la ilustración. Es considerada una de las modelos más reconocidas de Colombia, famosa por sus campañas en las portadas de cuadernos escolares.

## Carrera
Ana Sofía nació en la ciudad de Medellín, departamento de Antioquia, el 19 de junio de 1982. Inició su carrera en el modelaje a una temprana edad, posando para un catálogo de vestidos de baño de la marca Onda de Mar a los dieciséis años. Ha trabajado en campañas publicitarias para reconocidas marcas a nivel nacional como ManPower, Cristal Oro y Skechers, además de ser la imagen de varias marcas de cuadernos y agendas escolares. Ha sido portada de publicaciones populares en Colombia como SoHo, Vea e Imagen y de la revista Ocean Drive en su edición para Venezuela.
En 2004 se comprometió con Max Santana. Terminaron en 2007.
En 2016 contrajo matrimonio con el comunicador social Juan Pablo Betancur.
En 2016 debutó como escritora e ilustradora con la publicación del libro de temática adolescente Belinda: Princesa de fuego.